# 1970年のナショナルリーグチャンピオンシップシリーズ
1970年の野球において、メジャーリーグベースボール（MLB）のポストシーズンは10月3日に開幕した。ナショナルリーグの第2回リーグチャンピオンシップシリーズ（英語: 2nd National League Championship Series、以下「リーグ優勝決定戦」と表記）は、同日から5日にかけて計3試合が開催された。その結果、シンシナティ・レッズ（西地区）がピッツバーグ・パイレーツ（東地区）を3勝0敗で下し、9年ぶり5回目のリーグ優勝およびワールドシリーズ進出を果たした。
今シリーズを皮切りにこの両球団は、1970年代の10年間で4度、リーグ優勝決定戦で対戦することとなる。この年のレギュラーシーズンでは両球団は12試合対戦し、レッズが8勝4敗と勝ち越していた。また、両球団はいずれもこの年途中に、人工芝のフィールドを持つ新球場へ移転した。そのため、今シリーズ初戦は人工芝の上で開催されたポストシーズン史上初の試合となり、シリーズそのものも全試合が人工芝の上で開催されたポストシーズン史上初のシリーズとなった。レッズは3連勝でリーグ優勝決定戦を突破したが、ワールドシリーズではアメリカンリーグ王者ボルチモア・オリオールズに1勝4敗で敗れ、30年ぶり3度目の優勝を逃した。
今シリーズでは、MLB審判員の労働組合がポストシーズン出場給の増額を求め、初戦限定のストライキを決行したため、その日だけは引退した元審判員やマイナーリーグの審判員らが出場した。第2戦以降は通常の審判員が業務に戻り、労使交渉は7日に妥結した。

## 試合結果
1970年のナショナルリーグ優勝決定戦は10月3日に開幕し、3日間で3試合が行われた。日程・結果は以下の通り。
| 日付                                                | 試合  | ビジター球団（先攻）     | スコア | ホーム球団（後攻）       | 開催球場                     | 開催球場                                                        |
| --------------------------------------------------- | ----- | ------------------------ | ------ | ------------------------ | ---------------------------- | --------------------------------------------------------------- |
| 10月03日（土）                                      | 第1戦 | シンシナティ・レッズ     | 3－0   | ピッツバーグ・パイレーツ | スリー・リバース・スタジアム | スリー・ · リバース・ · スタジアムリバーフロント・ · スタジアム |
| 10月04日（日）                                      | 第2戦 | シンシナティ・レッズ     | 3－1   | ピッツバーグ・パイレーツ | スリー・リバース・スタジアム | スリー・ · リバース・ · スタジアムリバーフロント・ · スタジアム |
| 10月05日（月）                                      | 第3戦 | ピッツバーグ・パイレーツ | 2－3   | シンシナティ・レッズ     | リバーフロント・スタジアム   | スリー・ · リバース・ · スタジアムリバーフロント・ · スタジアム |
| 優勝：シンシナティ・レッズ（3勝0敗 / 9年ぶり5度目） |       |                          |        |                          |                              | スリー・ · リバース・ · スタジアムリバーフロント・ · スタジアム |

### 第1戦 10月3日
- スリー・リバース・スタジアム（ペンシルベニア州ピッツバーグ）

|                          | 1 | 2 | 3 | 4 | 5 | 6 | 7 | 8 | 9 | 10 | R | H | E |
| ------------------------ | - | - | - | - | - | - | - | - | - | -- | - | - | - |
| シンシナティ・レッズ     | 0 | 0 | 0 | 0 | 0 | 0 | 0 | 0 | 0 | 3  | 3 | 9 | 0 |
| ピッツバーグ・パイレーツ | 0 | 0 | 0 | 0 | 0 | 0 | 0 | 0 | 0 | 0  | 0 | 8 | 0 |

1. 勝利：ゲイリー・ノーラン（1勝）
2. セーブ：クレイ・キャロル（1S）
3. 敗戦：ドック・エリス（1敗）
4. 審判
［球審］ジョン・グリムズリー
［塁審］一塁: フレッド・ブランドフォード、二塁: ハンク・モーゲンウェック、三塁: ジョージ・グリジール
5. 昼間試合  試合時間: 2時間23分  観客: 3万3088人
詳細: MLB.com Gameday / Baseball-Reference.com

| シンシナティ・レッズ | シンシナティ・レッズ | シンシナティ・レッズ | シンシナティ・レッズ | シンシナティ・レッズ                                                                          | ピッツバーグ・パイレーツ | ピッツバーグ・パイレーツ | ピッツバーグ・パイレーツ | ピッツバーグ・パイレーツ | ピッツバーグ・パイレーツ                                                                                  |
| -------------------- | -------------------- | -------------------- | -------------------- | --------------------------------------------------------------------------------------------- | ------------------------ | ------------------------ | ------------------------ | ------------------------ | --- |
| 打順                 | 守備                 | 選手                 | 打席                 | G・ノーランJ・ベンチL・メイT・ヘルムズT・ペレスW・ウッドウォードB・カーボB・トーランP・ローズ | 打順                     | 守備                     | 選手                     | 打席                     | D・エリスM・サンギーエンA・オリバーD・キャッシュR・ヘブナーG・アリーW・スタージェルM・アルーR・クレメンテ |
| 1                    | 右                   | P・ローズ            | 両                   | G・ノーランJ・ベンチL・メイT・ヘルムズT・ペレスW・ウッドウォードB・カーボB・トーランP・ローズ | 1                        | 中                       | M・アルー                | 左                       | D・エリスM・サンギーエンA・オリバーD・キャッシュR・ヘブナーG・アリーW・スタージェルM・アルーR・クレメンテ |
| 2                    | 中                   | B・トーラン          | 左                   | G・ノーランJ・ベンチL・メイT・ヘルムズT・ペレスW・ウッドウォードB・カーボB・トーランP・ローズ | 2                        | 二                       | D・キャッシュ            | 右                       | D・エリスM・サンギーエンA・オリバーD・キャッシュR・ヘブナーG・アリーW・スタージェルM・アルーR・クレメンテ |
| 3                    | 三                   | T・ペレス            | 右                   | G・ノーランJ・ベンチL・メイT・ヘルムズT・ペレスW・ウッドウォードB・カーボB・トーランP・ローズ | 3                        | 右                       | R・クレメンテ            | 右                       | D・エリスM・サンギーエンA・オリバーD・キャッシュR・ヘブナーG・アリーW・スタージェルM・アルーR・クレメンテ |
| 4                    | 捕                   | J・ベンチ            | 右                   | G・ノーランJ・ベンチL・メイT・ヘルムズT・ペレスW・ウッドウォードB・カーボB・トーランP・ローズ | 4                        | 左                       | W・スタージェル          | 左                       | D・エリスM・サンギーエンA・オリバーD・キャッシュR・ヘブナーG・アリーW・スタージェルM・アルーR・クレメンテ |
| 5                    | 一                   | L・メイ              | 右                   | G・ノーランJ・ベンチL・メイT・ヘルムズT・ペレスW・ウッドウォードB・カーボB・トーランP・ローズ | 5                        | 一                       | A・オリバー              | 左                       | D・エリスM・サンギーエンA・オリバーD・キャッシュR・ヘブナーG・アリーW・スタージェルM・アルーR・クレメンテ |
| 6                    | 左                   | B・カーボ            | 左                   | G・ノーランJ・ベンチL・メイT・ヘルムズT・ペレスW・ウッドウォードB・カーボB・トーランP・ローズ | 6                        | 捕                       | M・サンギーエン          | 右                       | D・エリスM・サンギーエンA・オリバーD・キャッシュR・ヘブナーG・アリーW・スタージェルM・アルーR・クレメンテ |
| 7                    | 二                   | T・ヘルムズ          | 右                   | G・ノーランJ・ベンチL・メイT・ヘルムズT・ペレスW・ウッドウォードB・カーボB・トーランP・ローズ | 7                        | 三                       | R・ヘブナー              | 左                       | D・エリスM・サンギーエンA・オリバーD・キャッシュR・ヘブナーG・アリーW・スタージェルM・アルーR・クレメンテ |
| 8                    | 遊                   | W・ウッドウォード    | 右                   | G・ノーランJ・ベンチL・メイT・ヘルムズT・ペレスW・ウッドウォードB・カーボB・トーランP・ローズ | 8                        | 遊                       | G・アリー                | 右                       | D・エリスM・サンギーエンA・オリバーD・キャッシュR・ヘブナーG・アリーW・スタージェルM・アルーR・クレメンテ |
| 9                    | 投                   | G・ノーラン          | 右                   | G・ノーランJ・ベンチL・メイT・ヘルムズT・ペレスW・ウッドウォードB・カーボB・トーランP・ローズ | 9                        | 投                       | D・エリス                | 両                       | D・エリスM・サンギーエンA・オリバーD・キャッシュR・ヘブナーG・アリーW・スタージェルM・アルーR・クレメンテ |
| 先発投手             | 先発投手             | 先発投手             | 投球                 | G・ノーランJ・ベンチL・メイT・ヘルムズT・ペレスW・ウッドウォードB・カーボB・トーランP・ローズ | 先発投手                 | 先発投手                 | 先発投手                 | 投球                     | D・エリスM・サンギーエンA・オリバーD・キャッシュR・ヘブナーG・アリーW・スタージェルM・アルーR・クレメンテ |
| G・ノーラン          | G・ノーラン          | G・ノーラン          | 右                   | G・ノーランJ・ベンチL・メイT・ヘルムズT・ペレスW・ウッドウォードB・カーボB・トーランP・ローズ | D・エリス                | D・エリス                | D・エリス                | 右                       | D・エリスM・サンギーエンA・オリバーD・キャッシュR・ヘブナーG・アリーW・スタージェルM・アルーR・クレメンテ |

### 第2戦 10月4日
- スリー・リバース・スタジアム（ペンシルベニア州ピッツバーグ）

|                          | 1 | 2 | 3 | 4 | 5 | 6 | 7 | 8 | 9 | R | H | E |
| ------------------------ | - | - | - | - | - | - | - | - | - | - | - | - |
| シンシナティ・レッズ     | 0 | 0 | 1 | 0 | 1 | 0 | 0 | 1 | 0 | 3 | 8 | 1 |
| ピッツバーグ・パイレーツ | 0 | 0 | 0 | 0 | 0 | 1 | 0 | 0 | 0 | 1 | 5 | 2 |

1. 勝利：ジム・メリット（1勝）
2. セーブ：ドン・ガレット（1S）
3. 敗戦：ルーク・ウォーカー（1敗）
4. 本塁打
CIN：ボビー・トーラン1号ソロ
5. 審判
［球審］スタン・ランズ
［塁審］一塁: ポール・プライアー、二塁: ダグ・ハーヴェイ、三塁: ボブ・エンゲル
［外審］左翼: ハリー・ウェンデルステット、右翼: ニック・コロシ
6. 昼間試合  試合時間: 2時間10分  観客: 3万9317人
詳細: MLB.com Gameday / Baseball-Reference.com

| シンシナティ・レッズ | シンシナティ・レッズ | シンシナティ・レッズ | シンシナティ・レッズ | シンシナティ・レッズ                                                                            | ピッツバーグ・パイレーツ | ピッツバーグ・パイレーツ | ピッツバーグ・パイレーツ | ピッツバーグ・パイレーツ | ピッツバーグ・パイレーツ                                                                                           |
| -------------------- | -------------------- | -------------------- | -------------------- | ----------------------------------------------------------------------------------------------- | ------------------------ | ------------------------ | ------------------------ | ------------------------ | --- |
| 打順                 | 守備                 | 選手                 | 打席                 | J・メリットJ・ベンチL・メイT・ヘルムズT・ペレスW・ウッドウォードH・マクレーB・トーランP・ローズ | 打順                     | 守備                     | 選手                     | 打席                     | L・ウォーカーM・サンギーエンB・ロバート · ソンD・キャッシュJ・パガンG・アリーW・スタージェルM・アルーR・クレメンテ |
| 1                    | 右                   | P・ローズ            | 両                   | J・メリットJ・ベンチL・メイT・ヘルムズT・ペレスW・ウッドウォードH・マクレーB・トーランP・ローズ | 1                        | 中                       | M・アルー                | 左                       | L・ウォーカーM・サンギーエンB・ロバート · ソンD・キャッシュJ・パガンG・アリーW・スタージェルM・アルーR・クレメンテ |
| 2                    | 中                   | B・トーラン          | 左                   | J・メリットJ・ベンチL・メイT・ヘルムズT・ペレスW・ウッドウォードH・マクレーB・トーランP・ローズ | 2                        | 二                       | D・キャッシュ            | 右                       | L・ウォーカーM・サンギーエンB・ロバート · ソンD・キャッシュJ・パガンG・アリーW・スタージェルM・アルーR・クレメンテ |
| 3                    | 三                   | T・ペレス            | 右                   | J・メリットJ・ベンチL・メイT・ヘルムズT・ペレスW・ウッドウォードH・マクレーB・トーランP・ローズ | 3                        | 右                       | R・クレメンテ            | 右                       | L・ウォーカーM・サンギーエンB・ロバート · ソンD・キャッシュJ・パガンG・アリーW・スタージェルM・アルーR・クレメンテ |
| 4                    | 捕                   | J・ベンチ            | 右                   | J・メリットJ・ベンチL・メイT・ヘルムズT・ペレスW・ウッドウォードH・マクレーB・トーランP・ローズ | 4                        | 捕                       | M・サンギーエン          | 右                       | L・ウォーカーM・サンギーエンB・ロバート · ソンD・キャッシュJ・パガンG・アリーW・スタージェルM・アルーR・クレメンテ |
| 5                    | 一                   | L・メイ              | 右                   | J・メリットJ・ベンチL・メイT・ヘルムズT・ペレスW・ウッドウォードH・マクレーB・トーランP・ローズ | 5                        | 一                       | B・ロバートソン          | 右                       | L・ウォーカーM・サンギーエンB・ロバート · ソンD・キャッシュJ・パガンG・アリーW・スタージェルM・アルーR・クレメンテ |
| 6                    | 左                   | H・マクレー          | 右                   | J・メリットJ・ベンチL・メイT・ヘルムズT・ペレスW・ウッドウォードH・マクレーB・トーランP・ローズ | 6                        | 左                       | W・スタージェル          | 左                       | L・ウォーカーM・サンギーエンB・ロバート · ソンD・キャッシュJ・パガンG・アリーW・スタージェルM・アルーR・クレメンテ |
| 7                    | 二                   | T・ヘルムズ          | 右                   | J・メリットJ・ベンチL・メイT・ヘルムズT・ペレスW・ウッドウォードH・マクレーB・トーランP・ローズ | 7                        | 三                       | J・パガン                | 右                       | L・ウォーカーM・サンギーエンB・ロバート · ソンD・キャッシュJ・パガンG・アリーW・スタージェルM・アルーR・クレメンテ |
| 8                    | 遊                   | W・ウッドウォード    | 右                   | J・メリットJ・ベンチL・メイT・ヘルムズT・ペレスW・ウッドウォードH・マクレーB・トーランP・ローズ | 8                        | 遊                       | G・アリー                | 右                       | L・ウォーカーM・サンギーエンB・ロバート · ソンD・キャッシュJ・パガンG・アリーW・スタージェルM・アルーR・クレメンテ |
| 9                    | 投                   | J・メリット          | 左                   | J・メリットJ・ベンチL・メイT・ヘルムズT・ペレスW・ウッドウォードH・マクレーB・トーランP・ローズ | 9                        | 投                       | L・ウォーカー            | 左                       | L・ウォーカーM・サンギーエンB・ロバート · ソンD・キャッシュJ・パガンG・アリーW・スタージェルM・アルーR・クレメンテ |
| 先発投手             | 先発投手             | 先発投手             | 投球                 | J・メリットJ・ベンチL・メイT・ヘルムズT・ペレスW・ウッドウォードH・マクレーB・トーランP・ローズ | 先発投手                 | 先発投手                 | 先発投手                 | 投球                     | L・ウォーカーM・サンギーエンB・ロバート · ソンD・キャッシュJ・パガンG・アリーW・スタージェルM・アルーR・クレメンテ |
| J・メリット          | J・メリット          | J・メリット          | 左                   | J・メリットJ・ベンチL・メイT・ヘルムズT・ペレスW・ウッドウォードH・マクレーB・トーランP・ローズ | L・ウォーカー            | L・ウォーカー            | L・ウォーカー            | 左                       | L・ウォーカーM・サンギーエンB・ロバート · ソンD・キャッシュJ・パガンG・アリーW・スタージェルM・アルーR・クレメンテ |

### 第3戦 10月5日
- リバーフロント・スタジアム（オハイオ州シンシナティ）

|                          | 1 | 2 | 3 | 4 | 5 | 6 | 7 | 8 | 9 | R | H  | E |
| ------------------------ | - | - | - | - | - | - | - | - | - | - | -- | - |
| ピッツバーグ・パイレーツ | 1 | 0 | 0 | 0 | 1 | 0 | 0 | 0 | 0 | 2 | 10 | 0 |
| シンシナティ・レッズ     | 2 | 0 | 0 | 0 | 0 | 0 | 0 | 1 | X | 3 | 5  | 0 |

1. 勝利：ミルト・ウィルコックス（1勝）
2. セーブ：ドン・ガレット（2S）
3. 敗戦：ボブ・ムース（1敗）
4. 本塁打
CIN：トニー・ペレス1号ソロ、ジョニー・ベンチ1号ソロ
5. 審判
［球審］ポール・プライアー
［塁審］一塁: ダグ・ハーヴェイ、二塁: ボブ・エンゲル、三塁: ハリー・ウェンデルステット
［外審］左翼: ニック・コロシ、右翼: スタン・ランズ
6. 昼間試合  試合時間: 2時間38分  観客: 4万538人
詳細: MLB.com Gameday / Baseball-Reference.com

| ピッツバーグ・パイレーツ | ピッツバーグ・パイレーツ | ピッツバーグ・パイレーツ | ピッツバーグ・パイレーツ | ピッツバーグ・パイレーツ                                                                                      | シンシナティ・レッズ | シンシナティ・レッズ | シンシナティ・レッズ | シンシナティ・レッズ | シンシナティ・レッズ                                                                              |
| ------------------------ | ------------------------ | ------------------------ | ------------------------ | --- | -------------------- | -------------------- | -------------------- | -------------------- | ------------------------------------------------------------------------------------------------- |
| 打順                     | 守備                     | 選手                     | 打席                     | B・ムースM・サンギーエンA・オリバーB・マゼロスキーR・ヘブナーF・パテックW・スタージェルM・アルーR・クレメンテ | 打順                 | 守備                 | 選手                 | 打席                 | T・クロニンガーJ・ベンチL・メイT・ヘルムズT・ペレスW・ウッドウォードB・カーボB・トーランP・ローズ |
| 1                        | 遊                       | F・パテック              | 右                       | B・ムースM・サンギーエンA・オリバーB・マゼロスキーR・ヘブナーF・パテックW・スタージェルM・アルーR・クレメンテ | 1                    | 右                   | P・ローズ            | 両                   | T・クロニンガーJ・ベンチL・メイT・ヘルムズT・ペレスW・ウッドウォードB・カーボB・トーランP・ローズ |
| 2                        | 中                       | M・アルー                | 左                       | B・ムースM・サンギーエンA・オリバーB・マゼロスキーR・ヘブナーF・パテックW・スタージェルM・アルーR・クレメンテ | 2                    | 中                   | B・トーラン          | 左                   | T・クロニンガーJ・ベンチL・メイT・ヘルムズT・ペレスW・ウッドウォードB・カーボB・トーランP・ローズ |
| 3                        | 右                       | R・クレメンテ            | 右                       | B・ムースM・サンギーエンA・オリバーB・マゼロスキーR・ヘブナーF・パテックW・スタージェルM・アルーR・クレメンテ | 3                    | 三                   | T・ペレス            | 右                   | T・クロニンガーJ・ベンチL・メイT・ヘルムズT・ペレスW・ウッドウォードB・カーボB・トーランP・ローズ |
| 4                        | 左                       | W・スタージェル          | 左                       | B・ムースM・サンギーエンA・オリバーB・マゼロスキーR・ヘブナーF・パテックW・スタージェルM・アルーR・クレメンテ | 4                    | 捕                   | J・ベンチ            | 右                   | T・クロニンガーJ・ベンチL・メイT・ヘルムズT・ペレスW・ウッドウォードB・カーボB・トーランP・ローズ |
| 5                        | 一                       | A・オリバー              | 左                       | B・ムースM・サンギーエンA・オリバーB・マゼロスキーR・ヘブナーF・パテックW・スタージェルM・アルーR・クレメンテ | 5                    | 一                   | L・メイ              | 右                   | T・クロニンガーJ・ベンチL・メイT・ヘルムズT・ペレスW・ウッドウォードB・カーボB・トーランP・ローズ |
| 6                        | 捕                       | M・サンギーエン          | 右                       | B・ムースM・サンギーエンA・オリバーB・マゼロスキーR・ヘブナーF・パテックW・スタージェルM・アルーR・クレメンテ | 6                    | 左                   | B・カーボ            | 左                   | T・クロニンガーJ・ベンチL・メイT・ヘルムズT・ペレスW・ウッドウォードB・カーボB・トーランP・ローズ |
| 7                        | 三                       | R・ヘブナー              | 左                       | B・ムースM・サンギーエンA・オリバーB・マゼロスキーR・ヘブナーF・パテックW・スタージェルM・アルーR・クレメンテ | 7                    | 二                   | T・ヘルムズ          | 右                   | T・クロニンガーJ・ベンチL・メイT・ヘルムズT・ペレスW・ウッドウォードB・カーボB・トーランP・ローズ |
| 8                        | 二                       | B・マゼロスキー          | 右                       | B・ムースM・サンギーエンA・オリバーB・マゼロスキーR・ヘブナーF・パテックW・スタージェルM・アルーR・クレメンテ | 8                    | 遊                   | W・ウッドウォード    | 右                   | T・クロニンガーJ・ベンチL・メイT・ヘルムズT・ペレスW・ウッドウォードB・カーボB・トーランP・ローズ |
| 9                        | 投                       | B・ムース                | 右                       | B・ムースM・サンギーエンA・オリバーB・マゼロスキーR・ヘブナーF・パテックW・スタージェルM・アルーR・クレメンテ | 9                    | 投                   | T・クロニンガー      | 右                   | T・クロニンガーJ・ベンチL・メイT・ヘルムズT・ペレスW・ウッドウォードB・カーボB・トーランP・ローズ |
| 先発投手                 | 先発投手                 | 先発投手                 | 投球                     | B・ムースM・サンギーエンA・オリバーB・マゼロスキーR・ヘブナーF・パテックW・スタージェルM・アルーR・クレメンテ | 先発投手             | 先発投手             | 先発投手             | 投球                 | T・クロニンガーJ・ベンチL・メイT・ヘルムズT・ペレスW・ウッドウォードB・カーボB・トーランP・ローズ |
| B・ムース                | B・ムース                | B・ムース                | 右                       | B・ムースM・サンギーエンA・オリバーB・マゼロスキーR・ヘブナーF・パテックW・スタージェルM・アルーR・クレメンテ | T・クロニンガー      | T・クロニンガー      | T・クロニンガー      | 右                   | T・クロニンガーJ・ベンチL・メイT・ヘルムズT・ペレスW・ウッドウォードB・カーボB・トーランP・ローズ |